# Антим (неаполітанський дука)
Антим — неаполітанський дука (801 — бл. 818). Впродовж більшої частини терміну свого правління Антим зберігав незалежність дукату від візантійського патриція Сицилії. Однак, саме під час правління Антима Гаета та Амальфі почали виходити з-під контролю Неаполя.
На початку правління патрицій Сицилії попросив у Антима допомоги в боротьбі з сарацинськими піратами, які нападали на узбережжя Сицилії, проте дука відмовив у наданні такої допомоги. У 812 грецький адмірал, якого послали боротись із сарацинами, звернувся за допомогою до всіх християнських правителів півдня Італії. Антим знову відмовив у наданні допомоги візантійцям, тоді як мешканці Гаети і Амальфі погодились на це, здобувши таким чином незалежність від неаполітанського дукату.